# José Guasque
José Cipriano Eduardo Joaquín Guasque (Cartagena, 16 de septiembre de 1792 - entre 1858 y 1863 Melo, Uruguay) fue un militar español, capitán de fragata, ingeniero hidráulico, comerciante, periodista y escritor. En España ocupó el puesto de oficial de la guardia de la Casa Real, fue condecorado con la Cruz de San Fernando. Participó en las luchas intestinas durante el Trienio Liberal.
Su padre fue primer piloto de la Armada Española, Ignacio Guasque. Vivió con su familia en Cartagena hasta 1804, cuando su madre, Ana María Berlinguero, muere ese septiembre durante la peste amarilla que diezmo a la ciudad. En 1820 publicó en Madrid La Ley, periódico que sacó 29 números, por el cual fue acusado de sedicioso el 21 de junio de 1821 y condenado a cuatro años de prisión en Ceuta, aunque en rebeldía porque ya se había fugado. En octubre de ese año, con el seudónimo de "Clararrosa" publica en Cádiz en el Diario Gaditano. Fue redactor de El Despertador constitucional (Madrid, 1820).
En 1822 se lo encuentra combatiendo a los facciosos en las ciudades de Orense y Tuy, en Galicia. Más tarde, ese mismo año, en Barcelona, bajo la orden del Capitán General de Cataluña.
En 1823 participa de los enfrentamientos en Gibraltar y en noviembre es expulsado por el gobernador John Pitt, 2nd Earl of Chatham, por presión del conde de Casa-Sarria y del marqués de las Amarillas.
Su destierro, como el de otros españoles en la época denominada la Década Ominosa, se lo ve en distintas ciudades: En 1827 se encuentra en Río de Janeiro, en 1828 parte desde Liverpool: el 29 de junio de 1828, el ministro brasileño Manuel Rodrigues Gameiro Pessoa, visconde de Itabaiana, había contratado en Londres, sus servicios militares y comerciales para participar en Brasil. Tiene su negocio en Rua da Alfândega en Río de Janeiro, junto a dos ingleses y con negocios con el más importante comerciante de la región Antonio José de Meirelles (19 de diciembre de 1778, São Mamede, Sinhães, Ponte de Lima, Vianna do Castelo, Portugal - 2 de octubre de 1838 São Luís de Maranhão, Maranhão, Brasil). Se lo acusa de realizar estafas: de cobrar mercadería que nunca entregará. En esa misma época era muy reconocido en la ciudad porque había presentado una propuesta para llevar abastecimiento de aguas y cloacas a todas las viviendas e iluminar con gas la ciudad, que en ese momento no se realizó pero más tarde cuando se realizaron las obras fue tenida en cuenta.
Ya en América participa de distintas actividades y acciones de la vida política y militar en el continente. Estuvo en Río de Janeiro entre 1828 y 1831, incorporado como teniente coronel del Cuerpo Imperial de Ingenieros. El 5 de abril de 1830, solicitó su confirmación en el puesto de coronel. Su partida siguió a la abdicación de Dom Pedro I (17 de abril de 1831).
En su negocio de la Rua da Alfândega es contactado para realizar tareas de espionaje e intriga.
En la Provincia de São Pedro do Rio Grande do Sul. Durante los primeros años de la Revolución Farroupilha se convirtió en parte del cuerpo administrativo de la República Riograndense. Se le atribuye la posesión de una tabla masónica que había recibido de John Bowring, con propuestas para financiar la nueva República, y los primeros pasos para su reconocimiento por parte de Francia, Reino Unido y Estados Unidos.
En 1836 jura en Brasil la Constitución gaditana.
En el Río de la Plata, intervino en las luchas civiles de la Guerra Grande, en las que él dice haber sido jefe de Estado Mayor en la provincia de Entre-Ríos; según un despacho muy confidencial de Lord Howden "un cierto coronel Guasque se titulaba ex jefe del Estado Mayor de Urquiza, "Gobernador de Corrientes y Entre Ríos" [sic]. Entre sus papeles se encuentra la cinta roja con la famosa inscripción: "¡Vivan los federales! ¡Mueran los salvajes asquerosos inmundos unitarios!" y en la correspondencia que le envía a Justo José de Urquiza la misma frase en el encabezamiento. En sus cartas queda claro que formó parte de los ejércitos que componían los Blancos Uruguayos, los Federales argentinos y Entre-Ríos. En un despacho del 7 de abril de 1845 escrito en Minas (campamento en el que se encontraba bajo las órdenes del Teniente Coronel Manuel Eustaquio Melgar Alegre) se lamenta de no haber podido llegar a tiempo porque tuvo que ladear el arroyo Los Chanchos con sus soldados (que venían persiguiendo al enemigo) para participar en la Batalla de India Muerta. En la misma carta celebra el triunfo y la derrota del "Pardejón", nombre que Juan Manuel de Rosas y los medios federales le daban a Fructuoso Rivera, quien al asumir la presidencia de su país le declaró la guerra a la Confederación argentina. Participó de la Batalla de Vences, librada el 26 de noviembre de 1847 contra las fuerzas del gobernador de la provincia de Corrientes, el coronel mayor (general) Joaquín Madariaga. Durante esos años conoce, se hace amigo y confidente del entonces coronel Nicanor Cáceres.
En marzo de 1848 se hallaba en Buenos Aires tratando de realizar algunas obras en el puerto de Quilmes que consistían en cambiar las estructuras herrumbradas por "muelles artificiales y caminos de madera de duración eterna", para tal fin había escrito un trabajo que relevaba los puertos, caminos y canales desde la "época de los arameos hasta el presente". En una respuesta a Urquiza se lamenta de los empresarios que han realizado sus fortunas con las obras públicas. También intentaba instalar una empresa de curtiembre con un método innovador de químicos que él mismo había inventado.
En octubre de 1849 se encuentra en Lisboa, desde donde solicita pasaporte para España.
En octubre de 1850, publica en Madrid Memoria política e imparcial sobre el origen de las guerras internas y externas que desgarran las provincias meridionales del Sud de América; influencia de los gabinetes extranjeros en ellas; posición del español, y ventajas que puede reportar la metrópoli de estas mismas circunstancias (Madrid, 1850)